# Anni 880 a.C.
Gli anni 880 a.C. sono il decennio che comprende gli anni dall'889 a.C. all'880 a.C. inclusi.

## Morti
- Osorkon I, faraone egizio
- Sheshonq C, sacerdote egizio
- Sheshonq II, faraone egizio886 a.C.
- Baasa, sovrano israelita884 a.C.
- Iuwlot, sacerdote egizio